# Danielle Rousseau
Danielle Rousseau, også kendt under øgenavnet The French Chick, er en fiktiv person i den amerikanske tv-serie Lost, spillet af kroatiske Mira Furlan. Furlan har medvirket på tilbagevendende basis siden første sæsons "Solitary." Danielle er opkaldt efter filosoffen Jean-Jacques Rousseau.

## Baggrund

### Personlighed
Danielle beskrives af flere omgange som "sindssyg," af de overlevende. Sayid fortæller hende i "Solitary," at han ikke tror hun er sindssyg, men at hun har været alene alt for længe. Hun er blevet forvent med sine omgivelser på øen, men har mistet begreb om tiden og forstår derfor ikke der er gået 16 år siden hun endte på øen. Hun undgår åbne konflikter, og siger i "Enter 77," at dét er årsagen til at hun har overlevet så længe. Danielle er konsekvent, hvilket eksemplificeres i "Maternity Leave" hvor hun siger til Claire, at hvis hendes barn er ramt af sygdom, så håber Danielle at Claire ved hvad hun bliver nødt til at gøre (slå barnet ihjel), og også i "One of Them," hvor hun uden tøven skyder Henry Gale i benet, da han forsøger at flygte. Hun fremstår lettere paranoid, omend det er sandt hvad hun siger omkring hvisken og "De Andre," som hun på daværende tidspunkt postulerer aldrig at have set.

## Biografi

### På øen
Danielle kom til øen ca. 16 år før Oceanic Flight 815 styrtede ned der. Hendes team af videnskabsfolk havde fulgt transmissionen af talrækken 4 8 15 16 23 42 og strandede på øen. En sygdom brød ud og Danielle dræbte alle i sit team. Hun var samtidig gravid, og stod selv for fødslen, men fik sit nyfødte barn kidnappet af hvad hun navngiver "The Others."

#### Sæson 1
Sayid udløser og fanges i en af Danielles fælder og i natten går hun ud, og bringer ham tilbage til sin undergrundsbolig. Først er hun fjendtlig overfor ham, og stoler ikke på hans forklaringer, men han eventuelt med at berolige hende, og hun giver ham lov til at reparere hendes ødelagte spilledåse. Hun efterlader Sayid, da hun hører lyden af et stort dyr. De mødes igen kort efter i junglen, hvor de tager hinanden på skudhold. Danielle lader Sayid tage tilbage til de andre overlevende, uden at vide at han har stjålet hendes papirer, herunder optegnelser af øen.
Danielle iscenesætter at The Others er på vej for at angribe de overlevende fra Oceanc Flight 815. Sammen med Jack, Kate, Hurley og Dr. Arzt drager de forenet til Den Sorte Klippe for at bringe dynamit til "The Hatch." Undervejs vender Danielle om, tager tilbage til de overlevendes lejr og kidnapper Claires nyfødt baby. Hun forsvinder ind i junglen og går mod en sort røg, i håb om at foretage en byttehandel med The Others, for at få sit eget barn tilbage. Sayid og Charlie følger efter Danielle og overtaler hende til at givet barnet tilbage.

#### Sæson 2
Danielle opsøger Sayid og overdrager Henry Gale, en Other, i de overlevendes varetægt, efter at have skudt ham i benet med en pil. Kort tid efter forsøger Claire at huske hvad der skete med hende, mens hun var kidnappet af The Others. Med hjælp fra Danielle finder hun forskningsstationen The Staff, og det går op for Claire, at Danielle forsøgte at hjælpe hende, den aften hun fandt tilbage til de overlevendes lejr med stærkt hukommelsestab.

#### Sæson 3
En sen aften finder Kate, Sayid og Locke Rousseau i junglen. Kate overtaler Rousseau til at hjælpe dem og fortæller samtidig at hun havde set en pige, der hed Alex. De fire opdager The Flame, men Danielle går ikke med ind. Da hun genforenes med de andre tre, senere på dagen, har de Mikhail som gidsel og Danielle insisterer på at han slås ihjel. Kate spørger senere indtil hvorfor Danielle ikke har stillet et eneste spørgsmål om sin datter, hvortil Danielle svarer at Alex ikke vil kunne huske hende.
Da de ankommer til Otherville forlader Rousseau gruppen igen. Ved vandet ser hun fra buskene Alex på vej mod ubåden. Senere, planlægger hun sammen med Jack og Juliet hvordan de en gang for alle kan gøre det af med The Others. Rousseau henter dynamit fra Den Sorte Klippe, hvor hun møder Locke (der netop har bragt Sawyer sammen med den mand, han har ledt efter hele livet). Senere, på vej mod radiotårnet genforenes hun, efter 16 år, med sin datter.

#### Sæson 4
Danielle overværer Jack få kontakt til fragtskibet, og holder samtidig et vågent øje med Ben. Da Naomi forsvinder, trods alle troede hun var død, hjælper hun Jack ad et spor der ender blindt.

## Trivia
- Det er ikke Mira Furlan der har indtalt det famøse nødsignal der første gang høres i "Pilot: Part 2"[3].

## Fodnoter
1. ↑  Lost: 
"Numbers" (Sæson 1, afsnit 18). Manuskript af Brent Fletcher & David Fury.  Broadcasted første gang på American Broadcasting Company den TBA.
2. ↑  Lost: 
"The Beginning of the End" (Sæson 4, afsnit 1). Manuskript af Damon Lindelof & Carlton Cuse.  Broadcasted første gang på American Broadcasting Company den 31. januar 2008.
3. ↑  Lost: Kommentarspor til:
"Pilot: Part 2" (Sæson 1, afsnit 2). Manuskript af Jeffrey Lieber, J.J. Abrams & Damon Lindelof.  Broadcasted første gang på American Broadcasting Company den 29. september 2004.